# باري ويبستر (كاتب)
باري ويبستر (بالإنجليزية: Barry Webster)‏ (1961، تورونتو في كندا)؛ روائي كندي.